# 多度大社
多度大社（たどたいしゃ）是位在日本三重縣桑名市多度町的神社。為式內社（名神大社）、伊勢國二宮、舊社格為國幣大社（現神社本廳的別表神社）。

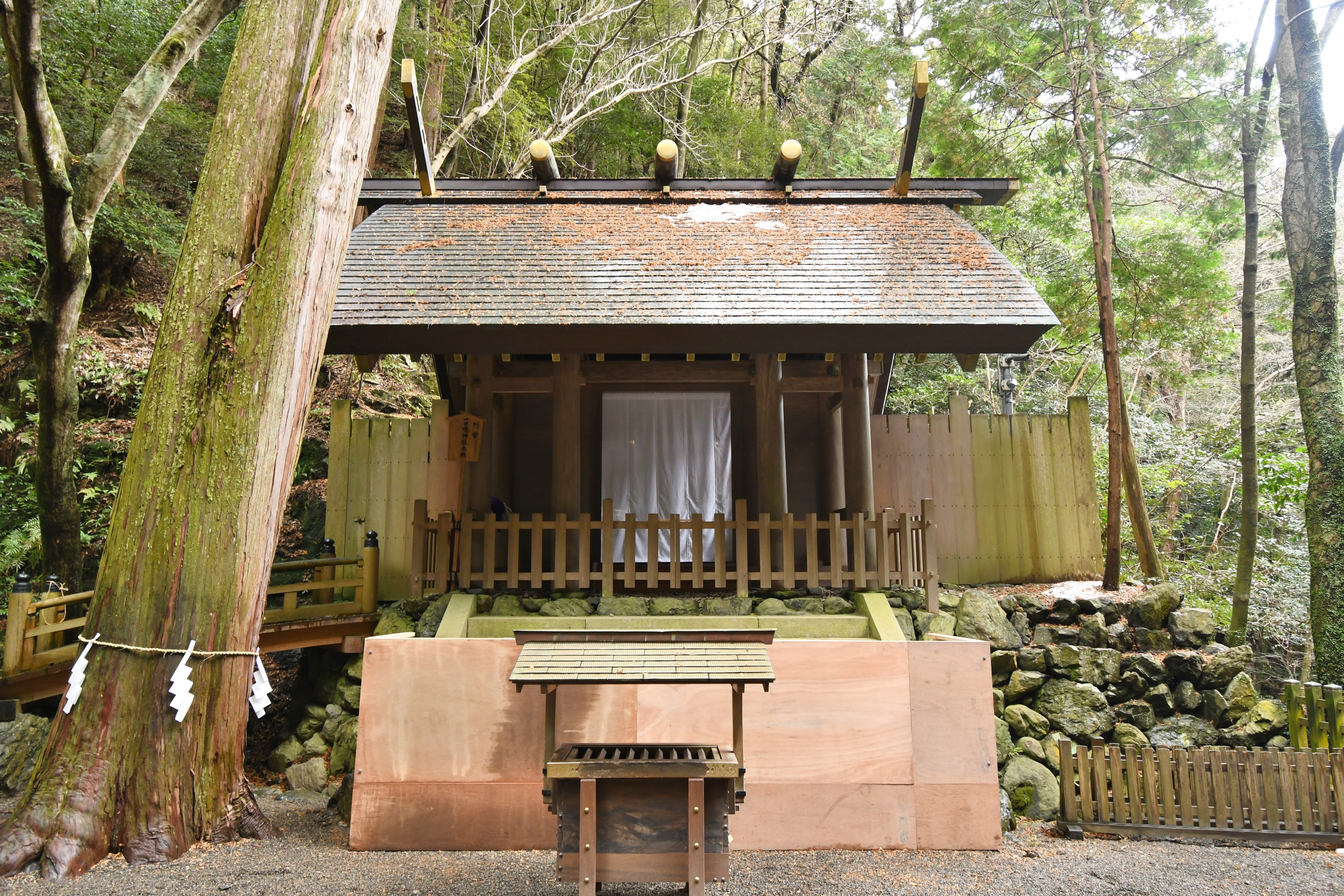
別宮

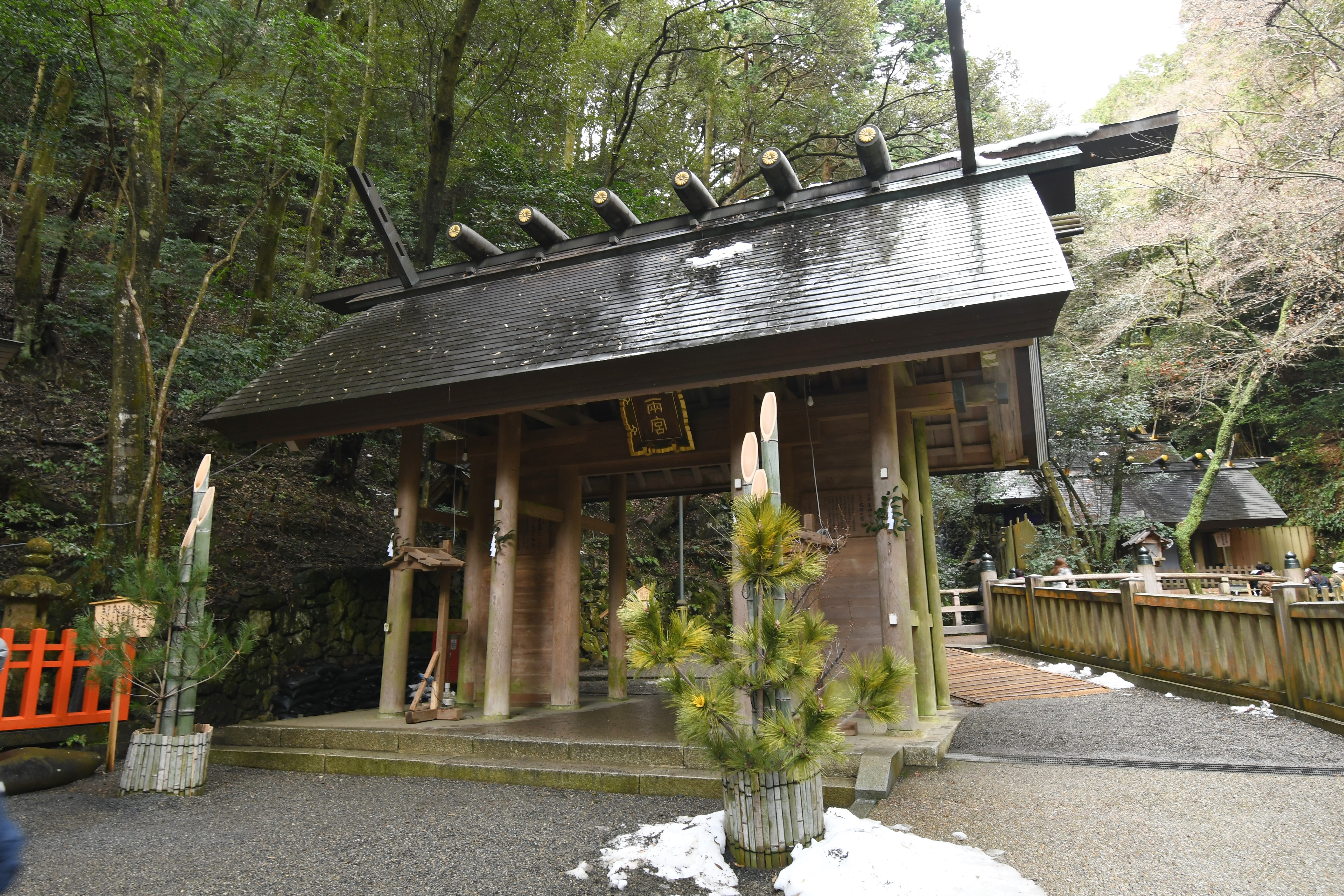
於葺門

## 關連項目
- 多度山

## 外部連結
- 多度大社 （页面存档备份，存于）